# Holtpont (film, 2015)
A Holtpont (eredeti cím: Point Break) 2015-ben bemutatott akciófilm, sportfilm. A filmet Ericson Core rendezte, a főbb szerepekben Édgar Ramírez, Luke Bracey és Ray Winstone látható. A film zenéjét Junkie XL elektronikus zenei előadó szerezte. Műfajilag az akciófilmek és a sportfilmek közé tartozik. A film az 1991-ben bemutatott Holtpont remake-je. Abban Utah karakterét Keanu Reeves játszotta, Bodhi szerepében pedig Patrick Swayze volt látható. A nézők jobban szeretik az eredeti alkotást, ezt bizonyítja az IMDb-n elért pontszám is. Az 1991-es film 7,2/10-es osztályzatot kapott, a 2015-ös filmet pedig 5,3/10-re értékelték.

## Cselekmény
Egy bűnbanda tagjai a következő eszmét vallják: Nem tartanak a haláltól, mert jobban félnek attól, hogy nem éltek igazán. A csapat nagy értékű rablásokkal foglalkozik és a tevékenységük egy idő után felkelti a hatóságok figyelmét. Főleg egy zöldfülű újonc rendőr kattan rájuk, akinek az az elmélete, hogy ezeket a rablásokat biztosan profi sportolók követték el, mert olyan elképesztőek, hogy csak azok tudják ilyen profi módon kivitelezni. Beépül közéjük, az életük részévé válik, de eljön a nap, amikor le kell őket buktatnia.

## Szereplők
| Szereplő        | Színész           | Magyar hang       |
| --------------- | ----------------- | ----------------- |
| Bodhi           | Édgar Ramírez     | Sarádi Zsolt      |
| Utah            | Luke Bracey       | Szabó Máté        |
| Pappas          | Ray Winstone      | Faragó András     |
| Samsara         | Teresa Palmer     | Andrusko Marcella |
| Grommet         | Matias Padin      | Nagypál Gábor     |
| Roach           | Clemens Schick    | Kaszás Gergő      |
| Chowder         | Tobias Santelmann | Király Dániel     |
| Jeff            | Max Thieriot      | Kovács Lehel      |
| Hall            | Delroy Lindo      | Vass Gábor        |
| Pascal Al Fariq | Nikolai Kinski    | Rajkai Zoltán     |

## A film készítése
A film költségvetése 105 millió dollár volt, a bevétele pedig 133 718 711 dollár. A film helyszínéül az alábbi országok szolgáltak: Hawaii, Ausztria, Mexikó, Svájc, Venezuela, Németország. Venezuelában található a világ legmagasabb vízesése, az Angel-vízesés, ez is az egyik forgatási helyszín volt. Bodhi szerepére Tom Hardy, Colin Farrell, Hugh Jackman és Chris Hemsworth is jelölt volt. Utah szerepére pedig Chris Pratt, Taylor Kitsch és Chris Pine volt jelölt.

## Fogadtatás
A Rotten Tomatoes-on 9% a kritikusok szerint, 99 kritika alapján. A Metacritic oldalán 34/100 a kritikusok szerint, 21 kritika alapján. A világ vezető újságjai sem voltak elragadtatva a filmtől, néhány értékelés:
- The Washington Post – 25/100
- San Francisco Chronicle – 25/100
- Los Angeles Times – 30/100
- The Seattle Times – 38/100
- Variety – 40/100